# Schauwerbegestalter

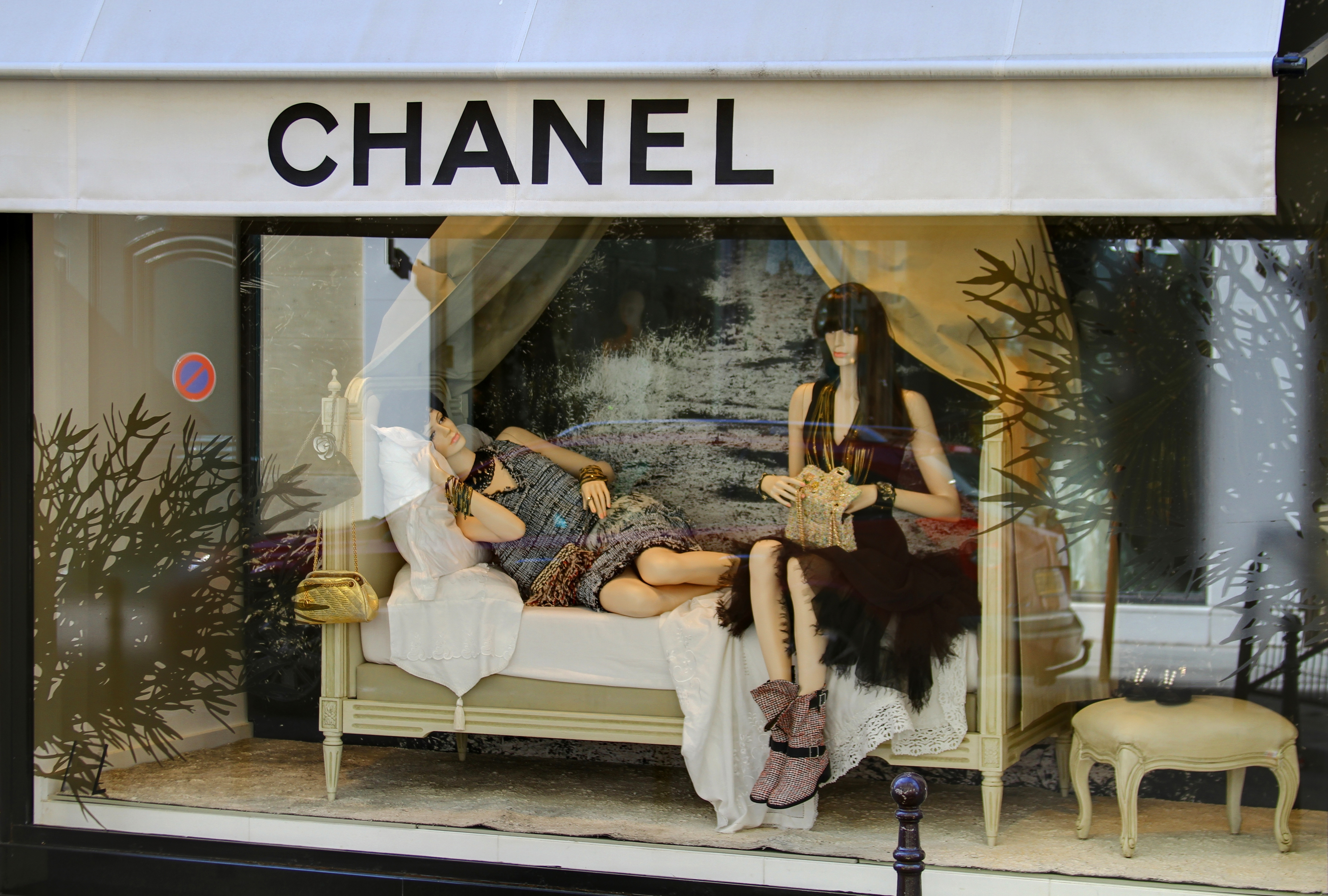
Schaufenster Chanel, Paris (2011)

Schauwerbegestalter, umgangssprachlich noch Schaufensterdekorateur, in Österreich auch Auslagendekorateur, ist die Berufsbezeichnung für  die Ausstatter von Schauwerbeanlagen, Ladenlokalen,  Veranstaltungsorten etc.
Ihre Tätigkeit bezieht sich nicht nur auf die Gestaltung/Dekoration von Schaufenstern, sondern deckt das komplette Feld der öffentlich einsehbaren Bereiche ab.

## Deutschland

### Geschichte

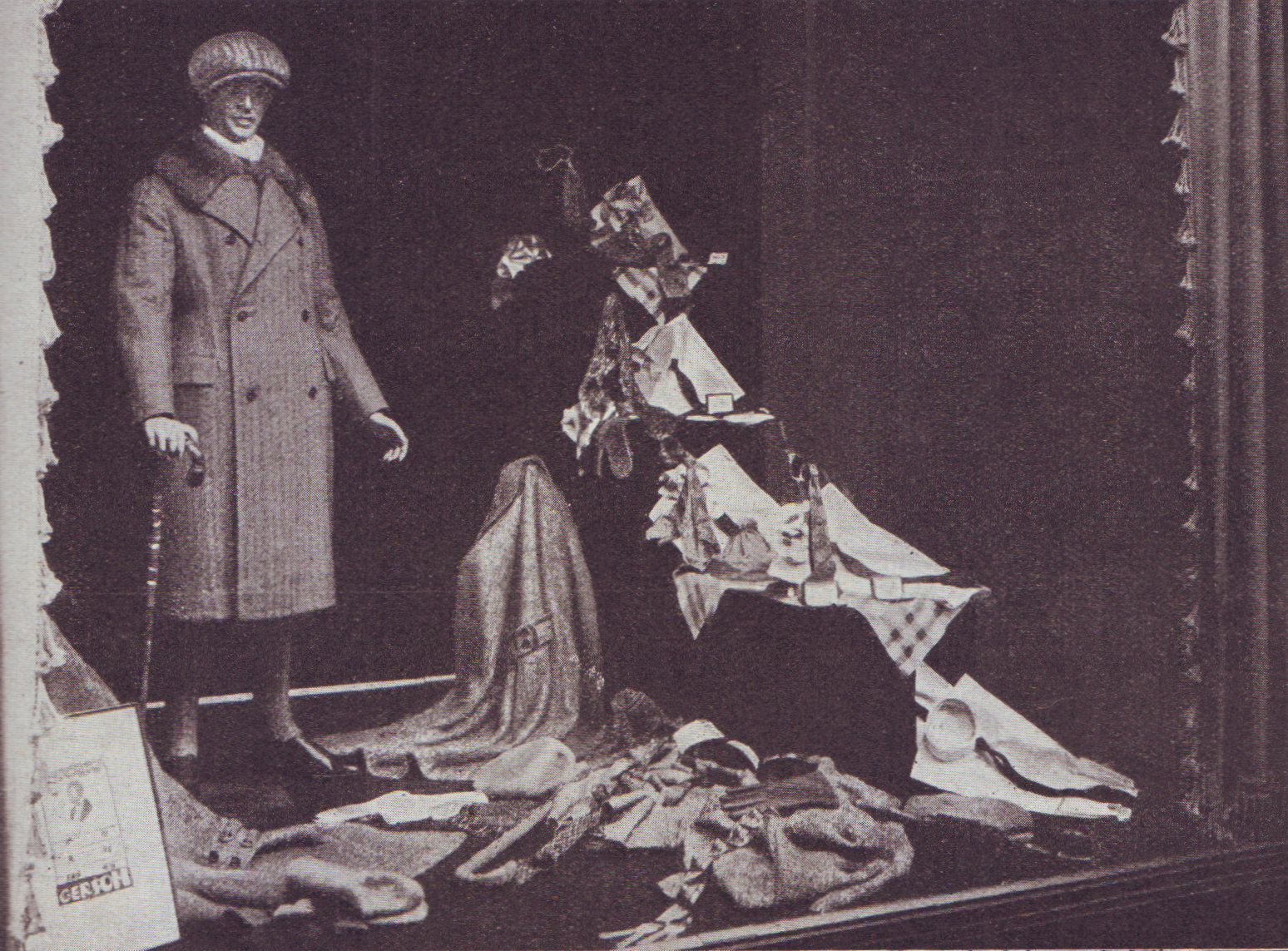
Chefdekorateur von Grabla: Stillleben im Fenster des Kaufhauses Herrmann Gerson, Berlin (vor 1927)

Die ursprüngliche Berufsbezeichnung hieß „Schaufenstergestalter“. 1975 erfolgte eine Aktualisierung der Berufsausbildung und dahingehend änderte sich die Bezeichnung in „Schauwerbegestalter“. Die Ausbildung dauert drei Jahre und kann bei Abschluss der Mittleren Reife um ein halbes Jahr, bei Abitur um ein Jahr, auf Antrag verkürzt werden.
In der DDR hieß die Berufsbezeichnung „Gebrauchswerber“, welche in die zwei Spezifikationen Werbemittelhersteller (auch „Plakatmaler“) und „Werbegestalter“ untergliedert war. Die Lehre dauerte zweieinhalb Jahre und wurde jeweils wöchentlich wechselnd in einer Lehrwerkstatt (Praxis) und in einer Berufsschule (Theorie) absolviert. Seit der Wiedervereinigung wurde die Bezeichnung Gebrauchswerber durch die in der Bundesrepublik übliche Bezeichnung Schauwerbegestalter ersetzt.
Am 1. August 2004 erfolgte eine Neustrukturierung der Lehrberufe und die Berufsbezeichnung lautet seitdem „Gestalter für visuelles Marketing“. Ein Gestalter für visuelles Marketing trifft Farbauswahlen, dekoriert und führt Werbekampagnen durch.
In Stellenanzeigen werden die älteren Berufsbezeichnungen auch heute noch verwendet oder als Synonyme mitaufgeführt.

## Österreich
Durch die Berufsausbildungsgesetz-Novelle 1997 (BGBl. I Nr. 67/1997) wurde in Österreich der Lehrberuf „Tapezierer und Dekorateur“ mit einer dreijährigen Lehrzeit eingerichtet. Die Ausbildung wird gemäß dem deutsch-österreichischen Berufsausbildungsabkommen und den darauf beruhenden offiziellen Notenwechseln in rechtlich verbindlicher Weise gleichgestellt mit der deutschen Ausbildung zum Raumausstatter und umgekehrt.